# Tač (muzička grupa)
Tač je srpski i ex YU rock autorski rok bend nastao u Svetozarevu (današnja Jagodina) početkom februara 1974. godine.

## Istorija benda
Ideja o osnivanju novog benda u Svetozarevu nastaje još u julu 1973. godine kada na putovanje po Evropi kreću: Zoran Milić, Dragan Milić Draganče, Radosav Milošević Rade Pevaljka i Slavoljub Nenad Jelača. Na tom proputovanju, svraćaju u Samobor gde posećuju Radmila Belog Radojkovića (koji je tada u tom mestu služio JNA) kada mu saopštavaju ideju da on postane solo gitarista u budućem bendu.
Po povratku Radmila Belog Radojkovića iz JNA 28. januara 1974. godine, nastaje nov bend u Svetozarevu pod imenom Tač (od engleske reči touch). Bend je osnovao Radosav Milošević Rade Pevaljka - bubnjevi (rođen 17.07. 1953. godine u Svetozarevu) sa ostalim članovima: Vladan Vlada Nenković - vokal (rođen 29.01.1949. godine u Svetozarevu), Radmilo Beli Radojković - gitara (rođen 15.11. 1951. godine u Svetozarevu) i Slavoljub Nenad Jelača - bas gitara (rođen 04.06.1952. god. u Bačkom Magliću).
Već u martu mesecu iste godine kreću i prvi nastupi u Svetozarevu u Podrumu Pedagoške Akademije.
U aprilu 1974. godine, bend napušta bubnjar Radosav Milošević Rade Pevaljka, a na njegovo mesto dolazi bubnjar Ljubiša Mitrović Zec iz Ćuprije koji je u bendu ostao vrlo kratko. Tada vođstvo benda preuzima Slavoljub Nenad Jelača. U ovoj postavi (Vladan Vlada Nenković - vokal, Radmilo Beli Radojković - gitara, Slavoljub Nenad Jelača - bas gitara i Ljubiša Mitrović Zec - bubnjevi), bend održava koncert u Domu kulture u Majuru kod Svetozareva.
U maju 1974. godine, na mesto Zeca, bubnjarsku palicu preuzima Dobrica Bata Veselinović (rođen 28.11. 1953. godine u Ćupriji) i bend ubrzo (u novoj postavi: Vladan Vlada Nenković - vokal, Radmilo Beli Radojković - gitara, Slavoljub Nenad Jelača - bas gitara i Dobrica Bata Veselinović - bubnjevi)  beleži i svoje sesije (u julu 1974. godine)  na Letnoj pozornici u Svetozarevu.
U avgustu 1974. godine, bend napuštaju Radmilo Beli Radojković i Dobrica Bata Veselinović koji ubrzo osnivaju Jagodina Clan.
Početkom septembra 1974. godine u bend ulaze: Ankica Stojanović - kao vokalna solistkinja (rođena 1956. god. u Svetozarevu), Aleksandar Saša Jelača - za bubnjevima (rođen 16.12.1953. god. u Bačkom Magliću), Zoran Čeda Marjanović na bas gitari (rođen 17.09.1957. god. u Svetozarevu), a ulogu gitariste preuzima Slavoljub Nenad Jelača. Svoje prve demo snimke bend radi za potrebe Radio Svetozareva krajem septembra 1974. godine sa numerama: Hip - hop, Idem dalje i Moj mili. Snimatelj je bio ton majstor Ratko Radulović na dvokanalnoj voice mikseti. Posle ovih sesija, band raskida saradnju sa Ankicom Stojanović pred kraj oktobra 1974. godine.
Od kraja oktobra do kraja decembra 1974. godine, bend je radio bez vokala, te je tu ulogu preuzeo gitarista Slavoljub Nenad Jelača, dok je pozadinske vokale pevao tek pristigli klavijaturista Slavoljub Slava Milutinović (rođen 19.10.1953. god. u Paraćinu).
Pred kraj 1974. godine, na mesto vokala dolazi Radoslav Rade Keki Živadinović koji u ostaje do proleća 1975. godine.
U proleće 1975. godine (na predlog klavijaturiste Slavoljuba Slave Milutinovića), otpočinju preliminarni razgovori o dolasku Dragoljuba Petrovića Dragana Košpe (rođen 1953. god. u Paraćinu) u bend, te isti ulogu glavnog vokala zvanično preuzima u leto 1975. godine.
Krajem leta iste 1975. godine, kupuju razglas od benda Teška Industrija, te u svoje redove dovodi i stalne tehničare za binu, razglas i rasvetu i to: Branka, Duleta i Peru, te od tada nastaje profesionalni početak karijere ovog benda. Tada na mesto basiste (umesto Zorana Čede Marjanovića) dolazi Zoran Marković (rođen 21.11.1955. god. u Svetozarevu).
Krajem leta 1975. godine, bend počinje sa ozbiljnim probama u Domu omladine u Svetozarevu i to po 12 sati dnevno i svakodnevno (osim nedelje) uvežbavajući isključivo svoj autorski materijal. U ovom periodu bivaju iskomponovane numere Otišla je s’ drugim, Jagodinsko momče (I verzija), Zabranjeni Rock (I verzija) i dr.
Krajem 1975. godine, numere Jagodinsko momče i Zabranjeni Rock se snimaju (u prearanžiranim verzijama od prvobitnih) u studiju V PGP RTB sa bubnjarem Draganom Kundakovićem Kundakom iz Aleksinca zbog objektivne sprečenosti Aleksandra Saše Jelače.
Po završetku snimanja ovih numera (početkom 1976. godine) u bend se vraća zvanični bubnjar Aleksandar Saša Jelača. Pred kraj leta 1976. godine, bend biva pozvan kao predgrupa na nastupu YU Grupe u Paraćinu u bioskopu Cinema, i sa njima, nastupa i u Nišu za Dan oslobođenja grada od nacista - 14. oktobra iste godine. Posle nastupa Parnog Valjka u Paraćinu u drugoj polovini oktobra 1976. godine,Tač dogovara saradnju kada zajedno sa njima i sa YU Grupom rade ostatak njihove YU turneje koja je od tada obuhvatala celokupnu užu Srbiju (južno od Paraćina), celo SAP Kosovo i Skoplje u SR Makedoniji. Usred turneje pred koncert u Skoplju YU Grupa otkazuje turneju, tako da sa Parnim Valjkom nastavak turneje radi grupa Time (počev od koncerta u hali Rabotnički u Skoplju). Adolf Dado Topić ostaje impresioniran nastupom grupe Tač, te će ih predložiti za učešće na predstojećoj 1. Pop paradi.  Zamisao biva i ostvarena na 1. (i jedinoj) Pop Paradi u Zemunu u  prepunoj hali Pinki krajem 1976. godine uz tadašnje najveće bendove YU Rocka (Parni Valjak, Time, Pop Mašina i dr.).
U januaru 1977. godine učestvuju na IX Gitarijadi u Zaječaru na kojoj na otvorenom prostoru Vašarište nezvanično osvaja I mesto, ali bivaju diskvalifikovani zbog saznanja žirija u poslednjem trenutku da je bend već snimio materijal za singl, te prema tome nije imao pravo takmičenja, već isključivo pravo predstavljanja u revijalnom delu festivala.
Dupli LP Pop parada I je PGP RTB rezao 03.03.1977. godine (2 LP 5299 / 5300)  na kome sa ovog nastupa postoji i zabeleženi audio snimak dve njihove live kompozicije (Jagodinsko momče i Zabranjeni Rock), što ujedno predstavlja i prvi zvanični vinilni zapis bilo kog rock benda iz ovog grada.
Singl ploču S 51 770 sa kompozicijama Jagodinsko momče i Zabranjeni Rock u studijskoj verziji je rezao PGP RTB 12.04.1977. godine.
Nakon izlaska u prodaju pomenutih izdanja, austrijska TV krajem aprila 1977. godine (u saradnji sa fotografom Sudar Borivojem) dolazi u Svetozarevo i pravi reportažu o bendu za područje Zapadne Evrope.
Nakon ove epizode, sada već afirmisani i vinilno verifikovani bend kreće u svoju prvu samostalnu YU turneju koja je trajala od sredine maja do kraja juna 1977. godine, kada je odsvirano oko 40 nastupa.
Posle turneje (početkom jula 1977. godine), iz benda izlazi Dragoljub Petrović Dragan Košpa, a u isti dolazi Aleksandar Stojković Aca Pevaljka (Senje, 19.06.1953. - Jagodina, 06.04.2019) kada i započinje komponovanje numera: Bdi moja Jugoslavija, Namigni mi jednom i Našminkaj se, mala!. Svoj prvi nastup u ovoj postavi, bend radi pred ORB na izgradnji sadašnje trase auto-puta Bratstvo-Jedinstvo u jesen 1977. godine na skretanju kod Batočine za Kragujevac.
Krajem 1977. godine, na odsluženje Vojnog roka odlazi basista Zoran Marković, te ga na basu zamenjuje Danilo Danilović Buca (Kosovska Mitrovica, 25.04.1955. - Kongsberg, Norveška, 29.11.1979).
U martu 1978. godine u Radio Svetozarevu bivaju snimljene numere Bdi moja Jugoslavija, Namigni mi jednom', Našminkaj se, mala! i Suzana. Ovu epizodu prati takođe i veliki broj nastupa širom nekadašnje velike države, od kojih svakako treba izdvojiti nastupe u Domu kulture u Smederevu, kao i u Domu omladine u Kruševcu pred prepunim salama praćeni izuzetnim ovacijama publike.
Početkom avgusta 1978. godine, bend dobija i stalni radni angažman prvo na ostrvu Hawaii kod Budve, te neposredno zatim u hotelu Jadran u Ulcinju.
Bend u ovoj postavi (između ostalih), radi odlično kod publike prihvaćen nastup u Slovenskoj Bistrici za Dan JNA 22. decembra 1978. godine pred sam kraj odsluženja vojnog roka Zorana Markovića, kada se isti vraća u svoj matični bend.
Pred kraj 1978. godine, bend otpočinje saradnju i sa Nadom Knežević i njenim tadašnjim suprugom saksofonistom Ivanom Švagerom sa kojima su nastupali po hotelima na Crnogorskom primorju od Ulcinja do Dubrovnika sve do katastrofalnog zemljotresa 15. marta 1979. godine. Iz ovog perioda ostaje duboko kod publike zapamćen nastup za doček Nove 1979. godine u hotelu Plaža u Herceg Novom.
Nakon ovih nastupa dolazi do prekida saradnje sa Nadom Knežević i Ivanom Švagerom, te se u bend ponovo vraća pevač Aleksandar Stojković Aca Pevaljka koji nije pevao po primorju.
Aprila 1979. godine, bend u Radio Svetozarevu snima numere Prevaren sam i instrumentalni jam session Ja u školu idem i dobar sam đak!.
Jula 1979. godine iz benda izlazi originalni klavijaturista Slavoljub Slava Milutinović,  a u isti dolazi Saša Krstić (ex TNT, Opsesia, Cobra, Clan, Krin) (rođen 03.01.1961. god. u Svetozarevu). Avgusta 1979. godine, sviraju niz izuzetno zapaženih uzastopnih nastupa u hotelu Patria u Subotici.
Za doček Nove 1980. godine sviraju vrlo dobro posećen koncert Holu hale sportova Mladost u Svetozarevu u tadašnjoj diskoteci Tomice Rupnika.
Tač završava svoju karijeru 4. maja 1980. godine otkazivanjem koncerta u Kutini čuvši u toku puta vest o smrti Josipa Broza Tita.
Bend je imao jedan pokušaj okupljanja pred kraj 1981. godine, kada je nastupao u Holu O.C. Veljko Vlahović u Svetozarevu.
Početkom 1982. godine, počinje pauza u radu koja je trajala pune tri decenije.
Krajem 1999. godine, slovenačka diskografska udruga Taped Pictures (u saradnji sa PGP RTS-om izdaje remasterizovani CD Pop Parade I pod zajedničkim brojem CD 2018. Na ovom izdanju, Tač biva zapisan samo sa jednom svojom live numerom Jagodinsko Momče.

## Ponovno okupljanje
Bend se posle tridesetdvogodišnje pauze ponovo okuplja za 1. maj 2012. godine, te tim povodom i nastupa na III Memorijalnom Moto skupu Goran Ostojić u Jagodini, 18. maja 2012. godine u sastavu:  Aleksandar Stojković Aca Pevaljka vokal, Slavoljub Nenad Jelača - gitara, Zoran Marković - bas gitara,  Aleksandar Ljubisavljević Ljubisko (ex Popbox) - klavijature (rođen 22.09.1982. god. u Svetozarevu) i  Aleksandar Saša Jelača - bubnjevi. Kao gost, stihove numere Suzana je recitovao Goran Stanković..
Nakon ovog nastupa, bend prelazi u stand by režim.

## Izlazak izstand byrežima
U novembru 2015. godine, bend se ponovo okuplja u sastavu: Aleksandar  Stojković Aca Pevaljka - vokal, Slavoljub Nenad Jelača - gitara, vokal, Aleksandar Saša Jelača (Jelača Sr.) - udaraljke, akustična gitara, vokal, Zoran Marković - bas gitara, Aleksandar Ljubisavljević Ljubisko - klavijature i Pavle Wing Chun Jelača (Jelača Jr. ) -bubnjevi (rođen 22.05.1991. god. u Svetozarevu).
Prearanžirana numera Harley (u originalu pod nazivom Suzuki 1.000 ccm. grupe Puls iz 1980. godine) je studijski snimana od decembra 2015. do marta 2016. kod basiste Zorana Markovića - (Marković Sr.) pod rukovodećom palicom Dalibora Markovića (Marković jr.). Master i miksanje pomenute numere (kao i svih ostalih za novi CD) su urađene u studiju Boža, Zorana Čede Marjanovića (Emir Kusturica & No Smoking Orchestra) u Jagodini.
Mala sala Kulturnog centra u Jagodini bila je tesna da primi sve poklonike ovog benda  23. oktobra 2016. kada je briljantno nastupio u okviru III JA Rock Klan festivala. Video materijal sa tog nastupa je objavljen na Tač zvaničnom Jutub kanalu.
Posle ovog nastupa bend napušta Zoran Marković, kada na njegovo mesto dolazi Boško Bolle Svrkota (ex Excalibur, Rock Art) (rođen 1980. godine u Svetozarevu) koji debituje na koncertu u Jagodini, u Sali Gimnazije 04.11.2017. godine.
Sredinom novembra 2016. gostovali su u Beogradu na KCN Televiziji, gde su u studiju izveli nekoliko svojih najvećih hitova., a takođe gostuju i na drugim televizijama.
Na dan 20. januara  2018. godine u prodaju izlazi CD Jagodinsko momče u izdanju One Records iz Beograda.
Bend gostuje u Žikinoj šarenici 07.04.2018. godine kada i premijerno promotivno objavljuje svoj tek izdat CD. Promocija se nastavlja na VIII Motofestu u Jagodini, u industrijskoj zoni Plavi Ključ 19.05.2018. god, kao i u književnom klubu Đura Jakšić takođe u Jagodini 29.05.2018. god.
Početkom 2019. godine iz benda izlazi Boško Bolle Svrkota, a na njegovo mesto dolazi Dejan Antonijević Kempy (ex Joker, Euphoria, Cruna) (rođ.11.06.1970. god. u Svetozarevu).
Dana 06. aprila 2019. god. u 10,30 h u Jagodini je  preminuo višegodišnji pevač Aleksandar Stojković Aca Pevaljka, te bend pravi kratku pauzu sa radom kada i otpočinju razmišljanja i preliminarni razgovori o novom pevaču benda Stjepanu Kepi Feldwariju ( ex Clan, Krik, West) na preporuku Zorana Uroševića (Mr. Blackmana).

## Članovi benda
- Slavoljub Nenad Jelača  - gitara, vokal
- Aleksandar Saša Jelača - udaraljke, akustična gitara, vokal
- Aleksandar Ljubisavljević Ljubisko - klavijature
- Pavle Wing Chun Jelača (Jelača Jr.) - bubnjevi
- Dejan Antonijević Kempi - bas gitara

## Bivši članovi benda
- Radmilo Radojković  Beli  - solo gitara
- Radosav Milošević Rade Pevaljka - bubnjevi
- Vladan Vlada Nenković - vokal
- Zoran Marjanović Čeda - bas gitara
- Ljubiša Mitrović Zec - bubnjevi
- Dobrica Bata Veselinović - bubnjevi
- Ankica Stojanović - vokal
- Dragoljub Petrović Dragan Košpa - vokal
- Slavoljub Slava Milutinović - klavijature
- Dragan Kundaković Kundak- bubnjevi
- Danilo Danilović Buca - bas gitara
- Saša Krstić – klavijature
- Aleksandar Stojković Aca Pevaljka - vokal
- Zoran Marković - bas gitara
- Boško Bolle Svrkota - bas gitara

## Spoljašnje veze
- Tač na sajtu Diskogs
- Youtube kanal Nenada Jelače sa snimcima grupe Tač